# Dido abandonada (Adolfati)
Dido abandonada (título original en italiano, Didone abbandonata) es una ópera en tres actos del compositor italiano Andrea Adolfati (Venecia, 1721 o 1722 – Padua, 1760) con libreto de Pietro Metastasio, cuyo estreno tuvo lugar en el Teatro San Girolamo de Venecia durante la temporada de carnaval. 

## Antecedentes
El libreto de Didone abandonata fue escrito por Metastasio para que fuera utilizado por el compositor italiano Domenico Natale Sarro para crear una ópera homónima en tres actos, cuyo estreno tuvo lugar en el Teatro San Bartolomé de Nápoles, el 1 de febrero de 1724. Posteriormente a Sarro fueron más de 70 los compositores que crearon óperas sobre el mismo libreto, entre ellos Händel, Hasse, Paisiello o Päer, siendo el último Carl Gottlieb Reissiger cuya Dido se estrenó en Dresde justo 100 años después, en 1824.

## Libreto
Las fuentes a las que acudió Metastasio para escribir el libreto fueron La Eneida  y  Los Fastos  de los poetas romanos Virgilio y Ovidio respectivamente.

El libreto es el segundo de la producción de Metastasio, estando comprendido entre Siface, re di Numidia  (1723) y  Siroe, re di Persia (1726).

## Personajes
| Personaje                                  | Tesitura | Reparto en 1747 Director: Andrea Adolfati |
| ------------------------------------------ | -------- | ----------------------------------------- |
| Dido, reina de Cartago.                    | ¿?       | Margherita Pua                            |
| Eneas, héroe troyano.                      | ¿?       | Antonio Bamboccio                         |
| Jarbas, rey moro bajo el nombre de Arbace. | ¿?       | Alessandro Burattini                      |
| Selene, hermana de Dido.                   | ¿?       | Maddalena Statuina                        |
| Osmida, confidente de Dido.                | ¿?       | Carlo Piavolo                             |
| Araspe, confidente de Jarbas.              | ¿?       | Francesco Figurina                        |

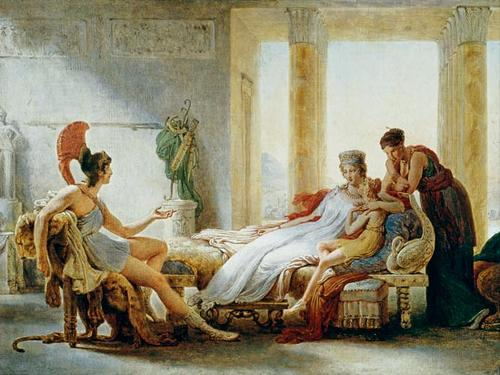
Eneas narra a Dido la destrucción de Troya Óleo de Pierre-Narcisse Guérin (1815)

Por comodidad de la representación se finge que Jarbas, atraído por ver a Dido, se introduce en Cartago como embajador de sí mismo, bajo el nombre de Arbace.
Escenógrafo: Tomaso Cassani

Vestuario: Natale Canziani 

## Argumento

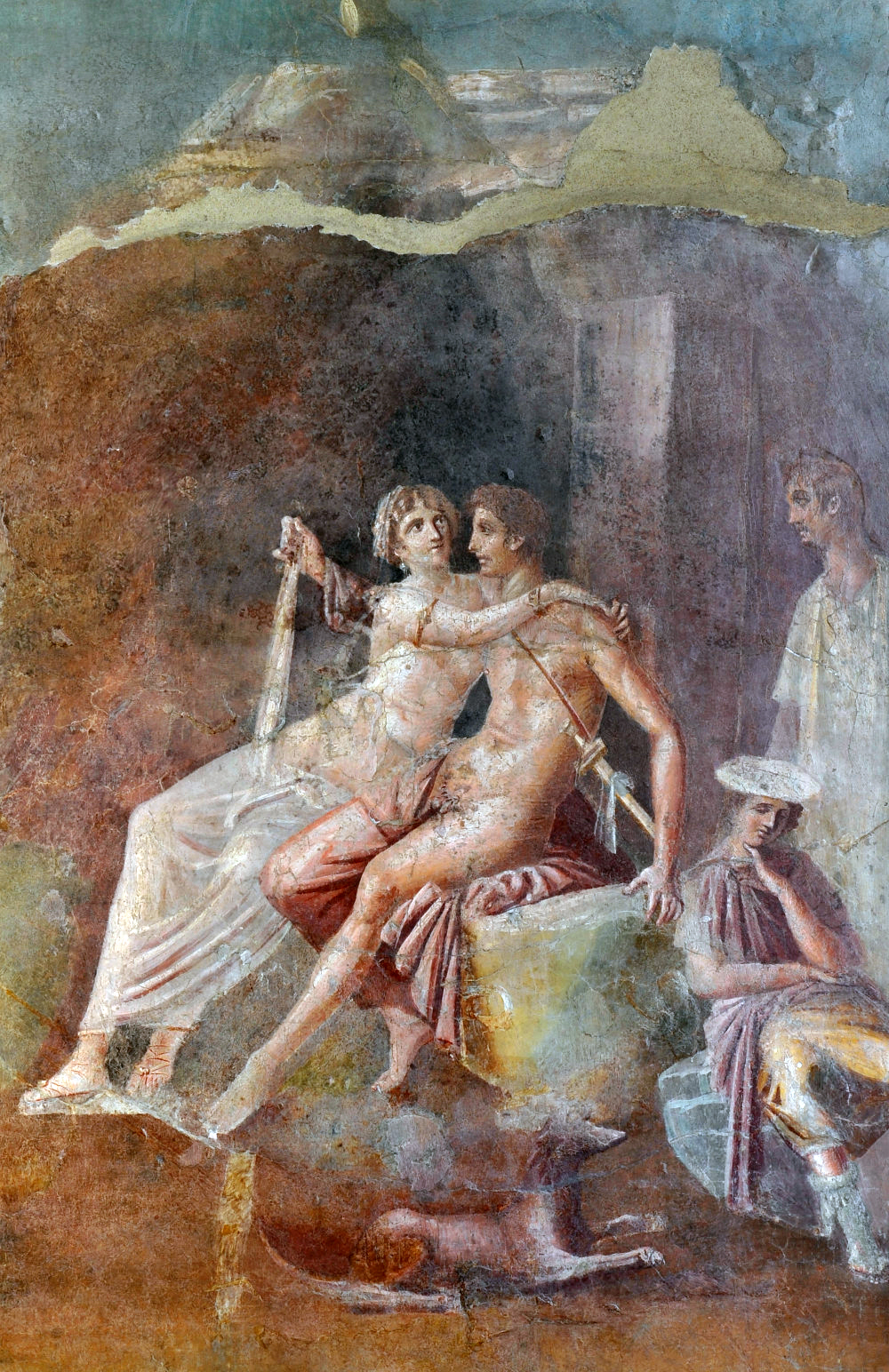
Dido y Eneas (Venus y Marte) Pompeya, fresco de la casa del citarista (10 a. C.)

La acción se desarrolla en Cartago. 

Dido, antes llamada Elisa, tiene que huir de su ciudad debido a la muerte de su marido a cargo de su hermano Pigmalión, rey de Tiro. Pigmalión codiciaba un tesoro que guardaba Siqueo y obligó a su hermana a casarse con él para averiguar donde lo escondía. Pero Dido, a pesar de conocer el paradero mintió a su hermano como venganza por haberla obligado a casarse.
Pigmalión en busca del tesoro mata a Siqueo, y Dido huye con el tesoro y un cortejo de damas, antes de que su hermano la encuentre. Ella llegó a la costa de África con el tesoro y convenció al rey de la tribu de libios, Jarbas para que le diese un trozo de tierra para instalarse con su séquito. Allí erigió una fortaleza llamada Brisa, más tarde llamada Cartago (“Ciudad Nueva”).
Fue allí solicitada como esposa por muchos, particularmente por Jarbas, rey de los moros, rehusando siempre, pues decía querer guardar fidelidad a las cenizas de su difunto cónyuge.
Mientras tanto, el troyano Eneas, habiendo sido destruida su patria por los griegos, cuando se dirigía a Italia fue arrastrado por una tempestad provocada por la diosa Juno hasta las orillas de África. En Cartago, la reina Dido le da su hospitalidad. Se enamora de él debido a que la madre de Eneas, Venus, envía a Cupido para que, mediante el enamoramiento, Eneas y su flota se vieran beneficiados y pudiesen reabastecerse. Aunque Eneas sí que se enamora perdidamente de ella.
Tras yacer juntos, y como recordatorio del designio divino que se le han encomendado a Eneas de fundar la nueva Troyaen Italia, Júpiter envía a Mercurio. Y pese a la desolación que esa partida le produce, ya que deja a su amada allí, Eneas obedece la voluntad divina y abandona Cartago.
Una noche, Eneas embarca con su gente y Dido corre a convencerle de que permanezca a su lado, pero es en vano. Le ve partir y ordena levantar una gigantesca pira, donde se disponen algunos objetos de Eneas y objetos simbólicos para la pareja. Al amanecer subió a la pira y se hundió en el pecho la espada de Eneas. Desconsolada y ofendida, Dido decide suicidarse maldiciendo el abandono, y desde ese momento comienza el histórico odio de Cartago hacia Roma.

## Influencia
Metastasio tuvo gran influencia sobre los compositores de ópera desde principios del siglo XVIII a comienzos del siglo XIX. Los teatros de más renombre representaron en este período obras del ilustre italiano, y los compositores musicalizaron los libretos que el público esperaba ansioso. Didone abbandonata fue utilizada por más de 70 compositores para componer otras tantas óperas de las que ninguna de ellas ha sobrevivido al paso del tiempo.

Es curioso que Metastasio, libretista de algunas de sus óperas de Adolfati (como esta Dido abandonada (Adolfati)) escuchó los arreglos de Adolfati para Viena de La clemenza di Tito, y la música de Adolfati no le agradaba. Sin embargo, Metastasio le enviaba cartas educadas al compositor en Génova en 1755 y 1757. Aun así Adolfati empleó libretos o textos de Metastasio para muchas de sus obras.